# Aeropuerto Internacional Mihail Kogălniceanu
Aeropuerto Internacional «Mihail Kogălniceanu» Constanza (IATA: CND, ICAO: LRCK) (en rumano: Aeroportul Internaţional Mihail Kogălniceanu Constanța) es un aeropuerto internacional en el sureste de Rumania, en la comuna de Mihail Kogălniceanu y a 26 km (kilómetros) al norte de la ciudad de Constanza. Es el principal aeropuerto de la región de Dobruja y comunica principalmente el área de Constanza, el puerto de Constanza y la zona turística internacional del Mar Negro, con Mamaia y otros centros turísticos. 
El aeropuerto también tiene una parte militar, como anexo a la base aérea 86 (Baza 86 Aeriana annex) de la Fuerza Aérea Rumana y comparte las instalaciones puntualmente con la alianza militar OTAN.  
El aeropuerto recibe su nombre en honor a Mihail Kogălniceanu, el tercer primer ministro de Rumanía.

## Historia
Construido en 1955 como base aérea militar, el aeropuerto abrió para operaciones civiles en mayo de 1960, para reemplazar el antiguo aeropuerto llamado Palas, fundado en 1932. En 1962, se inauguró una terminal de pasajeros con capacidad para 200 pasajeros por hora, y, cinco años después, se amplió para acoger hasta 300 pasajeros por hora. En 1974, en una importante modernización, aumentó la capacidad a 1000 pasajeros por hora. El uso del aeropuerto alcanzó un máximo de 778 766 pasajeros en 1979, gracias al turismo extranjero.

## Aerolíneas y destinos
| Aerolíneas        | Destinos                             |
| ----------------- | ------------------------------------ |
| AirConnect        | Estacional: Cluj-Napoca,), Timișoara |
| Corendon Airlines | Chárter estacional: Antalya          |
| HiSky             | Chárter estacional: Tel Aviv         |
| Turkish Airlines  | Estambul                             |
| Wizz Air          | Londres–Luton,                       |

## Estadísticas
Ver fuente y consulta Wikidata.